# 丰托拉沙维耶
丰托拉沙维耶是巴西南大河州的一个市镇。总面积583.465平方公里，总人口11080人，人口密度19人/平方公里。